# خیابان متنبی

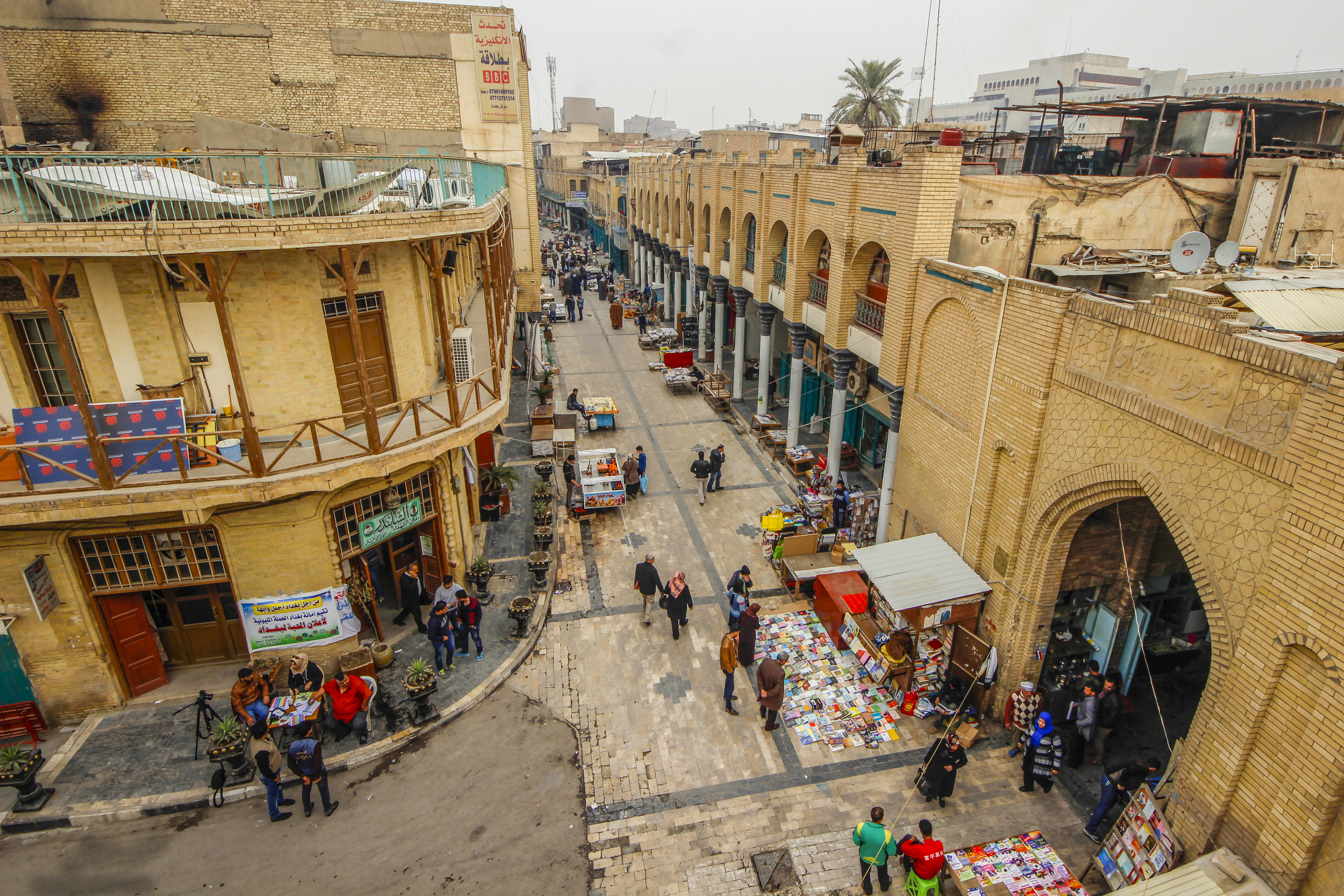
نمایی از خیابان المتنبی در مرکز شهر بغداد - ۲۰۱۵

خیابان المتنبی یا شارع المتنبی در مرکز شهر بغداد و در حدِفاصل بین رود دجله و خیابان الرشید، از قدیمی‌ترین خیابان‌های بغداد، واقع شده‌است. این خیابان در حقیقت، بازار محصولات فرهنگی برای اهالی بغداد به‌حساب می‌آید، چراکه تجارت کتاب در عراق در این خیابان جریان دارد و انواع کتب و مجلات را می‌توان در این خیابان و کتاب‌فروشی‌هایش یافت.

## تاریخ
قدمت این خیابان به اواخر عصر عباسیان باز می‌گردد و در زمان حکومت عثمانیان در عراق به نام الاکمکخانه خوانده می‌شد که کلمه‌ای ترکی و به معنای محل سکونت نظامیان بود. در سال ۱۹۳۲ کمیته‌ای به دستور ملک فیصل تشکیل گردید تا نام‌های جدید برای خیابان‌های بغداد تعیین گردد و از آن زمان نام متنبی شاعر عراقی، بر این خیابان نهاده شد. بسیاری از چهره‌های برجسته فرهنگی عراقی مانند علامه حسین علی محفوظ از مشتریان دائمی این مرکز فرهنگی بوده‌اند.
این خیابان در ابتدا به عنوانی مرکزی حکومتی مطرح بوده که علاوه بر کتابفروشی‌ها برخی مغازه‌های دیگر و رستوران‌ها و عکاسی‌هایی میز برای خدمت به مراجعان به ادارات دولتی در آن وجود داشته‌است ولیکن پس از سال ۱۹۵۰ به تدریج تمامی کتابفروشی‌های مطرح عراقی به این خیابان نقل مکان نمودند و این مکان به خیابانی صرفاً فرهنگی تبدیل گردید. این خیابان بسیار قدیمی و تاریخی بوده و در آن چاپخانه‌ای متعلق به قرن ۱۹ میلادی وجود دارد که نشانگر قدمت فعالیت‌های مرتبط با موضوع کتاب و فرهنگ در این خیابان می‌باشد.

### متنبی در عصر حاضر
متنبی خیابان فرهنگ، کتاب‌فروشی‌ها و گالری‌ها و نمایشگاه‌های هنری است، در سال‌های اخیر مرکز گفت‌گوهای فرهنگی و تجمعات صنفی و اجتماعی هم هست. بسیاری از کتاب فروشی‌های این خیابان وسعت کمی دارند و رسم و سنت اصلی در این خیابان، فروش کتاب‌ها در خیابان و روز جمعه‌است. در روز جمعه مقابل هر کتاب‌فروشی، حصیری پهن می‌شود و کتاب‌فروشی‌ها کتاب هایشان را روی این حصیرها پهن می‌کنند و در معرض دید علاقه‌مندان قرار می‌دهند. این، سنتِ خیابان متنبی است.
یکی از برنامه‌هایی که جدیداً و پس از اشغال عراق و سقوط صدام در خیابان متنبی باب شده‌است، مطالبات صنفی و گروهی است؛
با همکاری شهرداری بغداد و مجلس استان بغداد، در حال حاضر دو ساختمان تاریخی مجاور با خیابان متنبی، به نام‌های مرکز الثقافی البغدادی و قشله، به محوطه فرهنگی خیابان متنبی پیوسته‌اند و از آنها استفاده فرهنگی می‌شود.

## حمله تروریستی
در سال ۲۰۰۷ القاعده به این خیابان حمله نمود. در این حمله کتابفروشی العصریه که از قدیمی‌ترین کتابفروشی‌های متنبی به حساب می‌آمد و در سال ۱۹۰۸ تأسیس شده بود بطور کامل منهدم گردید و به ساختمان چایخانه شابندر که از ساختمان‌های فرهنگی بسیار با ارزش عراق به حساب می‌آید آسیب جدی وارد و همچنین برخی دیگر از ساختمان‌ها نیز دچار آتش‌سوزی گردید.